# Wesenau
Wesenau ist eine Rotte in der Gemeinde Fuschl am See im Nordosten des österreichischen Bundeslandes Salzburg. 
Der Ort liegt südlich von Fuschl unmittelbar am Ufer des Fuschlsees und etwas westlich der Mündung des Ellmaubaches in den See. Er ist durch die Lage nahe dem See touristisch geprägt und bietet Bade- und Sporteinrichtungen sowie Übernachtungsmöglichkeiten.